# Lorenzo Baini
Lorenzo Baini (Roma, 1740 – Rieti, 11 agosto 1814) è stato un compositore italiano.
Zio del musicologo e compositore Giuseppe Baini, si formò musicalmente nella città natale sotto la guida di un certo Carpani e fu successivamente fu maestro di cappella della Basilica dei Santi Apostoli di Roma, della cattedrale di Terni e infine, dal 1804, di quella del duomo di Rieti.
Oltre che come compositore di musica sacra, fu attivo, soprattutto nell'ultimo ventennio del XVIII secolo, anche nell'ambiente teatrale, per il quale scrisse diversi balletti e lavori comici.

## Lavori
- Il tempio della virtù (1777, Firenze)
- Il finto parigino (intermezzo, 1784, Venezia)
- Il parigino in Italia (intermezzo, 1784, Venezia)
- Balletto per Le spose recuperate di Luigi Caruso (178
- Balletto per Li due supposti conti di Domenico Cimarosa (1785)
- Balletto per Le gelosie fortunate di Pasquale Anfossi (1787)
- Oratorio (1778)
- Oratorio (1783)
- Altra musica sacra